# 參與觀察法
參與觀察（Participant observation）是一種研究方法。它被廣泛運用於許多學科，特別是文化人類學，也包括社會學、溝通研究、社會心理學。其目的是與一個特定人群（例如，一種宗教、職業、次文化群體或一個特定社群）及其行為，建立一種密切與親近的熟悉感，這是透過在這個人群所自然生活的環境中，密集地參與他們的生活。這種研究方法源自於社會人類學家的田野調查，尤其是來自馬凌諾斯基以及他在英國的學生，美國法蘭茲·鮑亞士的學生，以及社會學芝加哥學派的都市研究。 
人類學運用參與觀察以產生一種書寫，名為民族誌。民族誌的本質可以是應用的，也可以是學術性。這套方法的一項重要原則，在於研究者個人並不僅僅進行觀察，更需在這個群體裡找到一個角色，從這個角色以某種方式參加其中，而不僅是「旁觀者」。外顯的參與觀測，其範圍僅限於這個受研究社群所瞭解並允許進行研究的文化脈絡。 對於外顯的參與觀察的批評者，認為這項研究接下來將會受限於這個人群的行動者，在社會層面所建構的公開的前台行為。這個社群的守門者確保這個已知的研究工作，不會進入後台；這使得隱蔽的參與觀察策略變得有其必要，特別是對於政府機構或犯罪組織的研究。